# Holländsk ridponny
Den Holländska Ridponnyn, eller NRPS (Nederlands Rijpaarden en Ponystamboek) är en hästras som utvecklats i Nederländerna för att passa som ridponnyer och tävlingsponnyer till barn. De är atletiska och följer i samma spår som de populära ridponnyerna från England, USA och Tyskland. Ponnyerna som utmärker sig både inom banhoppning, dressyr och fälttävlan ska även vara lätthanterliga och med ett lugnt och stabilt humör som ska passa barn.  

## Historia
Den holländska ridponnyn började utvecklas under slutet av 1970-talet och 1981 startades en stambok för sporthästar, både stora hästar och ponnyer. De holländska ridponnyerna gick efter samma modell som de övriga europeiska ridponnyerna. Basen var inhemska ponnyer som korsades med engelska fullbod och holländska varmblod. Den största tyngden har dock lagts på det arabiska fullblodet och engelska fullblodet för att få en ädel och atletisk ponny.
1997 förflyttades all avel till Nederländernas officiella center för hästsport där stamboken även hade sitt kontor. NRPS startades även som en förening. Ponnyerna hade redan fått ett gott rykte om sig som förstklassiga ridponnyer och man delade in stamboken i 3 delar för att få fram tre specifika typer, varav 1 del var ridponnyer och 2 delar var till för större ridhästar. 
- NPA - Holländsk ridponny med arabiskt blod. Minst 25 % arabiskt blod.
- NRA - Holländsk ridhäst med angloarabiskt blod. Minst 12,5 % arabiskt och 12,5 engelskt blod eller minst 25 %angloarabiskt blod.
- NAA - Stängt register för större hästar av engelskt eller arabiskt fullblod.

Idag är den holländska ridponnyn fortfarande en växande ras, då efterfrågan på högklassiga tävlingshästar som passar barn ökar hela tiden. 

## Egenskaper
Den holländska ridponnyn ska ge intrycket av en nobel och atletisk häst. Huvudet ska vara uttrycksfullt med stora, klara ögon. Nacken ska vara väl välvd och välmusklad med en fin överlinje. Ryggen är kort och stark. Ponnyernas rörelser ska även möta de hårda kraven inom ridsporten. De ska vara lätta och rytmiska utan stegfel. För att få registreras som avelshäst måste stona visa en tydlig rasstandard medan hingstarna måste ha en väldigt maskulin utstrålning. 
Ponnyerna måste ha minst 25 % arabiskt blod i sig och har därför oftast en anatomi med smalare revben och lätt inåtbuktande nosrygg. NRA och AA är större hästar och måste vara över 148 cm i mankhöjd. För att klassas som holländsk ridponny ska ponnyn vara högst 148 cm. Medel för rasen är mellan 135 och 145. 